# Philipp Friedrich Gmelin

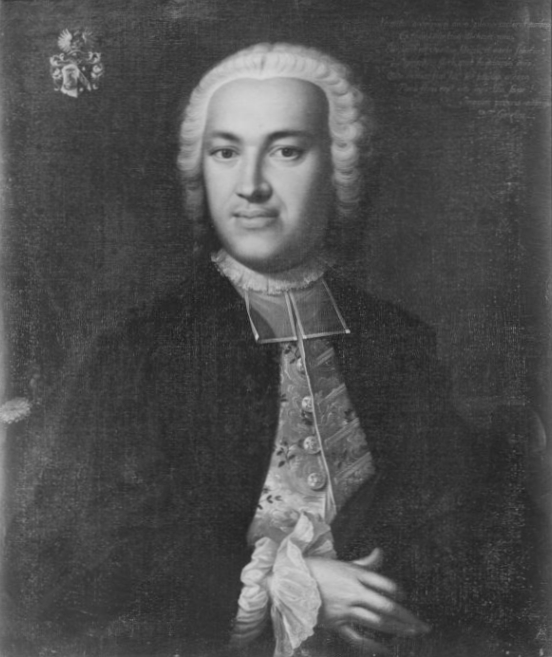
Porträt des Philipp Friedrich Gmelin, Ölgemälde aus dem Bestand der Sammlung Tübinger Professorengalerie

Philipp Friedrich Gmelin (* 19. August 1721 in Tübingen; † 9. Mai 1768 ebenda) war ein württembergischer Arzt, Botaniker und Chemiker. Er war ein jüngerer Bruder des berühmten Naturforschers Johann Georg Gmelin.

## Leben
Philipp Friedrich Gmelin war ein Sohn des Apothekers Johann Georg Gmelin. Er besuchte schon mit 15 Jahren die Universität in seiner Vaterstadt, um sich dem Studium der Naturwissenschaften und der Medizin zu widmen. Nach Beendigung desselben machte er eine größere Reise durch die Niederlande und England.
1744 kehrte er nach Tübingen zurück und wurde hier zum Stadtphysikus. 1755 wurde er anstelle seines verstorbenen Bruders Johann Georg zum Professor der Botanik und Chemie ernannt und bekleidete dieses Amt bis zu seinem Tode. 1757 wurde er zum korrespondierenden Mitglied der Göttinger Akademie der Wissenschaften gewählt.
Außer einer kleinen botanischen Arbeit (Otia botanica, 1760), welche er als Leitfaden seinen Vorlesungen über Botanik zugrunde legte, und einem Berichte über den Reutlinger Gesundbrunnen (1761) hat er nur eine Zahl akademischer Gelegenheitsschriften veröffentlicht, welche, Gegenstände aus den verschiedensten Bereichen der Heilkunde behandelnd, sich nicht über das Niveau des Gewöhnlichen erheben.
Philipp Friedrich Gmelin teilt das Schicksal vieler so genannter Wunderkinder, an deren ungewöhnliche Frühreife sich große Erwartungen über einstige Bedeutung des Individuums knüpfen, welche unerfüllt bleiben.
Der Chemiker, Zoologe, Botaniker und Mineraloge Johann Friedrich Gmelin ist sein ältester Sohn.

## Werke
- Specificvm Antidotvm Novvm Adversvs Effectvs Morsvs Rabidi Canis : Febres Malignas Pesti Proximas, Et Exanthematicas Varias, Inflammatorias Singvltvi Ivnctas, Manias Et Melancholias. Typis Erhardtianis, Tvbingae 1750 Digitalisat
- Specifica methodus recentior, cancrum sanandi, cuius historiam, analysimque chemicam, et medicam practicam. Erhardt, Tubingae 1757 (Digitalisat)
- mit Albrecht von Haller: Vorrede zu Onomatologia medica completa [...] oder Vollstaendiges Lexicon [...] der Naturgeschichte. Frankfurt am Main und Leipzig 1758.